# Верхи (Луцкий район)
Верхи (укр. Верхи) — село в Торчинской поселковой общине Луцкого района Волынской области Украины.
Код КОАТУУ — 0722881202. Население по переписи 2001 года составляет 143 человека. Почтовый индекс — 45611. Телефонный код — 332. Занимает площадь 1,05 км².